# Краснокаменск (Курагинский район)
Краснока́менск — посёлок городского типа в Курагинском районе Красноярского края России. Входит в муниципальное образование со статусом городского поселения посёлок Краснокаменск как его административный центр.
Градообразующее предприятие Краснокаменское рудоуправление, владельцем которого с октября 2011 года является гонконгская группа компаний «Цинлун», председатель совета директоров — Ли Сяо Мин.

## География
Находится в отрогах гор Восточного Саяна, в 18 км от станции Кошурниково (линия Абакан — Тайшет). В 6 км от посёлка проходит автодорога Минусинск — Курагино — Нарва — Кускун (выход на трассу М53). В 100 км от районного центра посёлка Курагино на север. В черте посёлка находится искусственное озеро Зеркальное.

## История
Посёлок горняков начал строиться после сдачи в эксплуатацию железнодорожной магистрали Абакан — Тайшет, в 18 км от станции Кошурниково. Строительство велось в глухой тайге недалеко от посёлка Пионерск. История возникновения поселка тесно связана с Кузнецким металлургическим комбинатом (КМК, город Новокузнецк). При КМК было организовано горное управление, работники которого занимались вводом в строй предприятий по добыче руды, к началу Великой Отечественной войны доля местных (Кузбасских) руд составляла 33 процента. Война дала мощный толчок к развитию всей промышленности Сибири, фронт требовал все больше металла (снаряды, орудия, танки). Разведка месторождений не прекращалась и в годы Великой Отечественной войны. Месторождение «Рудный Каскад» в отрогах Восточного Саяна, где впоследствии будет выстроен п. Краснокаменск, было открыто в 1933 г. топографом А. Г. Елюковым, в 1940-х годах открыты месторождения «Одиночное», «Западное», «Центральное» и другие. В сентябре 1964 г. Красноярский Совнархоз выдал задание институту «КузбассГИПРОРуда» на проектирование Краснокаменского рудника, через 2 года приказом Министра чёрной металлургии СССР № 177 от 24.09.1966 года было разрешено строительство рудника.
В начале 1968 г. была образована Дирекция строящихся Краснокаменского и Ирбинского рудников горного управления Кузнецкого металлургического комбината, директором был назначен Биншток Генрих Генрихович, главный инженер Пермяков Василий Михайлович.
В поселке геологоразведчиков Пионерске начали создавать временную промышленную площадку и, в кратчайший срок, с минимальными затратами, до пуска основных мощностей на Краснокаменском руднике стали добывать руду по временной схеме. С ноября 1968 года начали вскрышные работы в карьере. 24.04.1969 года на карьере «Восточный» был произведен первый массовый взрыв по руде.
29 апреля 1969 году первые 3 вагона (186 тонн) руды были отправлены на Кузнецкий металлургический комбинат. В 1970 г. приступили к строительству промышленных объектов на промплощадке, в январе 1971 г. были забиты сваи под первый 90-квартирный дом.
С октября 1973 г. Дирекция строящихся Краснокаменского и Ирбинского рудников была расформирована, и из неё были выделены самостоятельные производственные единицы Ирбинский и Краснокаменский рудники. 30 июля 1976 г. Государственная комиссия подписала акт о принятии в эксплуатацию и пуска мощностей на 1800 тыс. тонн руды и 1100 тыс. тонн концентрата в год первой очереди рудника.
Краснокаменск — поселок городского типа с благоустроенными пятиэтажными домами, население более шести тысяч человек.
До 1954 г. по р. Канзыба в районе Краснокаменска Артемовский лесзаг вел заготовку древесины (крепежник для шахты, дрова для Джебской электростанции и для населения). Древесина вывозилась раньше на лошадях, а позднее на автомашинах Артемовской автоколонны. В период Великой Отечественной войны в автопарке преобладали маломощные автомобили марки ЗИС-5В, большинство из них были с газогенераторными установками.
Геологические исследования Краснокаменской группы железорудных месторождений начались ещё в средине XIX века. Однако до 1917 года региональных геологических исследований не проводилось.
Мелкомасштабной съемкой район Краснокаменского месторождения впервые был охвачен в 1924—1928 гг. топографом А. Г. Володиным.
Месторождение «Рудный Каскад» (карьеры «Восточный-1», «Западный», «Центральный») открыто в 1933 г. топографом А. Г. Елюковым, который здесь обнаружил две магнитных аномалии. Примерно в этот же период времени геолог И. В. Дербенев в отчете на Хакасско-Минусинской базе Западно-Сибирского геологоразведочного треста указывал, что в этом месте на тропе были найдены обломки магнетитовой руды, что и послужило основанием для проведения в 1943—1945 гг. аэромагнитной съемки этой местности.
В процессе дальнейших геофизических изысканий в 1944—1945 гг. открыто железорудное месторождение «Одиночное», а в начале 1952 г. месторождение «Маргоз».
Более детальные геологоразведочные работы на этих месторождениях были начаты Красноярским геологоразведочным управлением в 1954 г. Была снаряжена геологоразведочная партия. Начальником партии был Шубин Е. С., потом Зайцев П. И., а затем, после образования Саянской геологоразведочной экспедиции и вплоть до окончания геологоразведочных работ на Краснокаменском месторождении, начальником экспедиции был Смицкой Н. Г.
Базой Саянской ГРЭ был п. Пионерск.
Первыми на разведку этих месторождений прибыли горнорабочие: Боев Г. П., Бурматов П., Масленков Ф., Щербаков С.
Было завезено несложное разведочное оборудование, снаряжение и инструмент. Вначале приступили к проходке разведочных канав и шурфов на месторождении «Маргоз», затем на «Рудном Каскаде» и на «Одиночном».
После завершения буровых работ на месторождении «Мульга» буровики перебазировались на Краснокаменское месторождение и приступили к бурению скважин. Одним из первых буровиков был Гостюшев Н. А.
За период 1954—1962 гг. по этим месторождениям был выполнен большой объём геологоразведочных работ: пройдено канав — 12418 м3, шурфов — 7573 п.м., буровых скважин — 6388 п.м.
По предварительным геологоразведочным данным Государственная комиссия по запасам полезных ископаемых в 1959 г. (29 сентября 1959 г., протокол № 2811) утвердила запасы железной руды:
По «Рудному Каскаду» — 24153 тыс. тонн.
По «Одиночному» — 70531 тыс. тонн.
Тем временем геологоразведочные работы на этих месторождениях продолжались.
В 1962 г. (Протокол № 3770 от 11 сентября 1962 г.) Государственная комиссия по запасам полезных ископаемых утвердила запасы руды в объёме:
По «Рудному Каскаду» — 22206 тыс. тонн
По «Одиночному» — 46664 тыс. тонн
По «Маргозу» — 5458 тыс. тонн
По «Валунчатым рудам» — 23598 тыс. тонн
В таком объёме запасы железной руды давали основание на реальную возможность разработки этих месторождений.
В апреле 1969 года рудник выдал первую тонну высококачественной мартеновской руды.
Статус посёлка городского типа — с 1976 года.

## Население
| 1979  | 1989  | 2002  | 2007  | 2009  | 2010  | 2012  |
| ----- | ----- | ----- | ----- | ----- | ----- | ----- |
| 3659  | ↗5325 | ↘4848 | ↘4562 | ↘4526 | ↗4667 | ↘4557 |
| 2013  | 2014  | 2015  | 2016  | 2017  | 2020  | 2021  |
| ↘4465 | ↘4368 | ↘4329 | ↘4239 | ↘4204 | ↘4064 | ↘4046 |